# Jurij Alekszandrovics Bezmenov
Jurij Alekszandrovics Bezmenov (oroszul: Юрий Александрович Безменов, más néven Tomas David Schuman; 1939–1993) orosz születésű újságíró a Novosztyi hírügynökségnél. Továbbá KGB-informátor is volt. A Szovjetunióból Kanadába emigrált.
Miután Indiába került kiküldetésben, Bezmenov megkedvelte az országot, annak népeit és kultúráját. Egyidejűleg hátráltatni kezdte a KGB által szankcionált azon személyek elnyomását, akik elutasították Moszkva politikáját. Majd később a nyugati emigráció mellett döntött. Leginkább a nyolcvanas évekbeli Amerika-párti és antikommunista előadásairól és könyveiről ismert.

## Élete
Bezmenov 1939-ben született egy szovjet vezérkari tiszt családjába Moszkva egyik elővárosában. Szovjet elitiskolákba járt és indiai kultúrára és indiai nyelvekre specializálta magát.
17 éves volt, mikor felvették a Moszkvai Állami Egyetem Keleti Nyelvek Intézetébe, amely közvetlenül a KGB illetve Kommunista Központi Tanács alá tartozott. A nyelvek mellett történelmet, irodalmat és zenét is tanult. Második évétől mindent megtett azért, hogy igazi indiainak tűnjön. A tanárai ezt támogatták is, mivel az intézet végzettjei általában diplomaták, külföldi tudósítók vagy kémek lettek.
Diákként részt vett a kötelező katonai kiképzésben is. Háborús stratégiai játékokat is tanult távoli országok térképeit használva, valamint elsajátította hogyan kell hadifoglyokat vallatni.

## Szovjet élete
Miután lediplomázott 1963-ban, két évet dolgozott fordítóként és külső kapcsolattartóként egy szovjet, gazdasági segélyprogram keretében olajfinomítókat építő vállalatnál.
1965-ben Bezmenovot visszarendelték Moszkvába, ekkor kezdett a Novosztyi hírügynökségnél dolgozni gyakornokként egy Politikai Kiadványok nevű titkos osztályon. Hamar felismerte, hogy a szerkesztőség háromnegyede KGB-ügynök, és hogy a maradék „bedolgozó” is szabadúszó KGB-író. Saját feladata az volt, hogy propaganda-anyagokkal látott el külföldi médiákat, illetve az is, hogy nemzetközi konferenciák résztvevőit és külföldi delegációkat kísért körbe a Szovjetunión belül.